# Вересень 2011
Ве́ресень 2011 — дев'ятий місяць 2011 року, що розпочнеться у четвер 1 вересня та закінчиться у п'ятницю 30 вересня.

## Події
- 1 вересня
  - Україною прокотилася хвиля акцій з вимогою відставки міністра Дмитра Табачника.[1][2]
- 2 вересня
  - Європейський Союз наклав санкції на імпорт нафти з Сирії у той час, як у країні знову розпочалися протести проти правління президента Башара аль-Асада.[3]
- 5 вересня
  - Через порушення антидопінгових правил Оксаною Хвостенко, Міжнародний союз біатлоністів позбавив українську естафетну четвірку другого місця в гонці чемпіонату світу-2011.[4]
- 7 вересня
  - О 16:02 за 2 кілометри від аеропорту Туношна під Ярославлем (Росія) розбився літак Як-42Д з хокейною командою «Локомотив» (Ярославль)[5][6]. На облавку перебувало 45 осіб, з них 8 членів екіпажу. Вижити пощастило двом, які були доправлені у важкому стані до міської лікарні Ярославля[7]. Серед загиблих — троє громадян України (усі — гравці клубу, які мали подвійне громадянство)[8].
- 10 вересня
  - Віталій Кличко у 10 раунді переміг технічним нокаутом Томаша Адамека й усьоме захистив титул чемпіона за версією WBC.[9]
  - Демонстранти в Єгипті штурмували посольство Ізраїлю. Сотні людей поранені. Антиізраїльські настрої посилилися в Єгипті через вбивство 18 серпня п'ятьох єгипетських поліцейських на кордоні з Ізраїлем.[10]
- 11 вересня
  - Саманта Стосур перемогла Серену Вільямс у фіналі US Open з рахунком 6-2, 6-3.[11]
- 12 вересня
  - У Франції біля міста Баньоль-сюр-Сез, на заводі по переробці ядерних відходів, що належить до атомної станції «Маркуль», стався вибух. За попередніми даними одна людина загинула і 4 поранено.[12]
- 13 вересня
  - Помер на 97 році життя Герой України, історик Тронько Петро Тимофійович [13]
  - У бразильському місті Сан-Паулу відбувся конкурс краси «Міс Всесвіт — 2011». Перемогу здобула анголка Лейлі Лопес, друге місце в українки Олесі Стефанко[14]
- 14 вересня
  - Відбувся Форум видавців у Львові (14-18 вересня).[15]
- 15 вересня
  - У Данії відбулись дострокові парламентські вибори.[16]
  - В Австралії офіційно запровадили третю стать. Громадяни Австралії у нових паспортах тепер матимуть три варіанти для визначення своєї статі (Третім варіантом Х послуговуватимуться люди, що змінили свою стать, планують це зробити або просто виглядають як представники протилежної статі.)[17]
- 16 вересня
  - У Ялті відкрився Восьмий саміт Ялтинської європейської стратегії (YES). [18]
  - У Білорусі скасовано зимовий час.[19]
  - Під час національного чемпіонату з літакового спорту в американському Рено, штат Невада, на глядацьку трибуну впав літак P-51 Mustang, який за часів Другої світової війни використовувався як винищувач; постраждало 75 людей.[20]
- 17 вересня
  - У Мюнхені, столиці німецької Баварії, почався «Октоберфест». [21][22]
  - В Мартінсбурзі, що у Західній Вірджинії (США) під час авіашоу «Блю Рідж» виконуючи елемент повітряної акробатики розбився літак Т-28. Загинула одна людина. [23][24]

- 18 вересня

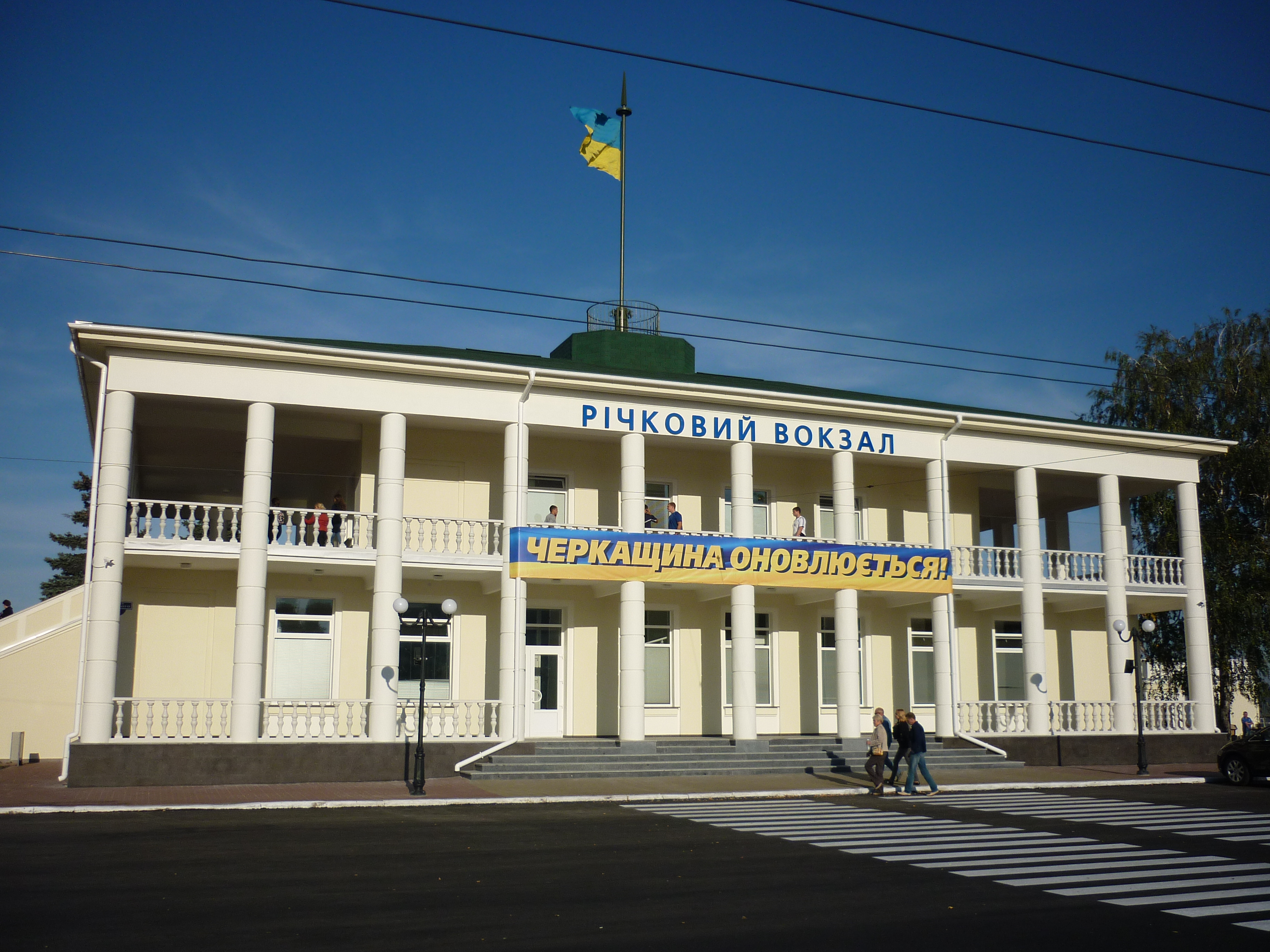
Річковий вокзал у Черкасах

  - В Індії та Непалі стався землетрус магнітудою 6,8 балів. Загинуло щонайменше 36 людей, серед них 15 у північно-східному індійському штаті Сіккім, ще п'ятеро людей загинули у сусідньому Непалі. [25][26]
  - У Ємені під час демонстрації, організованої противниками президента країни Алі Абдалли Салеха, лояльні урядові війська відкрили вогонь. У результаті було вбито 26 людей, ще понад 200 поранено. [27]
- 19 вересня
  - В Черкасах був офіційно відкритий оновлений та реставрований річковий вокзал. Приміщення вокзалу освятив приміщення освятив митрополит Черкаський і Канівський Софроній. Окрім того, був запущений новий річковий шлях Канів-Черкаси-Чигирин, по якому сьогодні пропливли перші 220 туристів.[28] Фото

- 20 вересня

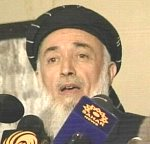
Бургануддін Раббані

  - Протестуючи проти урізання Верховною Радою України пільг ветеранам війни в Афганістані та чорнобильцям, колишні воїни-афганці пішли на її «штурм».[29]
  - Американський Інститут політики сенатора Доула присудив екс-президенту України Вікторові Ющенку щорічну премію «за служіння державі, що надихає інших»[30].
  - Убито колишнього президента Афганістану Бургануддіна Раббані внаслідок потужного вибуху, що стався в його кабульському будинку.[31]
  - Верховна Рада України скасувала перехід з літнього на зимовий час та навпаки, запровадивши в Україні час третього часового поясу, що відповідає областям Поволжя.[32][33]
  - У Китаї у провінції Шеньсі сталася найсильніша за останні півстоліття повінь. З небезпечних районів евакуйовано понад 70 тисяч людей, під водою опинилися 10 міст. Понад 30 тисяч будинків повністю затоплені. Жертвами негоди стали вже 45 людей[34].
  - В центрі столиці Туреччини Анкарі стався вибух, в результаті якого загинули не менше двох осіб. Крім того більше ніж 10 людей отримали поранення, у тому числі троє — важкі.[35]
- 21 вересня
  - Біля будівлі суду в центрі Амстердама прогримів вибух.[36]
- 22 вересня
  - Два автомобілі вибухнули в центрі Махачкали (Дагестан, Росія), недалеко від будівлі МВС. Перший вибух стався близько 00:45, другий, — через приблизно 15 хвилин, коли на місце вже прибули оперативники. В результаті двох вибухів постраждала 61 людина, з них одна людина померла. Серед потерпілих 44 поліцейські.[37]
  - У Японії загинуло і зникло безвісти від дій тайфуну «Роке» 13 людей.[38]
  - Папа Римський Бенедикт XVI почав 4-денний візит до Німеччини. В ході візиту він відвідає Берлін, Ерфурт, Айхсфельд і Фрейбург.[39]
  - Прем'єр-міністра Лівії часів Каддафі Аль-Багдаді Алі аль-Махмуді було заарештовано на території Тунісу.[40]
  - Під час саміту міністрів освіти СНД Дмитро Табачник отримав ляпаса квітами від студентки Києво-Могилянської Академії за нищення системи української освіти.[41][42][43]
  - На Софійській площі у Києві відбувся мітинг-протест студентів проти політики Табачника щодо української системи освіти.[44]
- 24 вересня
  - Президент РФ Дмитро Мєдвєдєв на з'їзді партії «Єдина Росія» запропонував голові уряду Володимиру Путіну балотуватися в президенти в 2012 році[45]
  - В Україні відбулися святкові дійства з приводу 1000-річчя Софійського Собору.[46]
  - На Землю впав штучний супутник НАСА UARS. Місце падіння апарата з'ясовується[47]
  - В Україні відзначають 390 річницю перемоги у Хотинській битві.[48]
- 25 вересня
  - У Греції група студентів захопила студію державного телеканалу NET. У будівлю в Афінах, в якій розташована телестудія, проникли близько 50 осіб. Вони зажадали від керівництва телеканалу надати їм ефір, щоб висловити протест проти реформи вищої освіти.[49]
- 26 вересня
  - Україна і Росія досягли домовленості про перегляд газових контрактів.[50]
  - Після двотижневої перерви відновився суд над українським опозиційним політиком Юлією Тимошенко.[51]
  - Європейський союз погодився протягом перших 5 років роботи Зони вільної торгівлі поступово підвищувати обсяги квот на безмитне ввезення до ЄС української аграрної продукції.[52]
  - Окружний адміністративний суд Києва заборонив Верховному суду України проводити 30 вересня пленум з порядком денним, що включає обрання нового голови Верховного суду.[53][54]
  - Французький фінансовий ринок обвалився.[55]
- 27 вересня
  - Міліція застосувала газ до мітингувальників Тимошенко.[56]
  - У метрополітені Шанхая зіткнулися два потяги. Аварія сталася в результаті несправності сигнального устаткування. У результаті постраждали понад 260 людей, жоден з постраждалих не отримав критичних пошкоджень.[57]
  - Невідомі підірвали кортеж міністра оборони Ємену Мухаммеда Насера Ахмеда Алі. У результаті нападу 10 осіб отримали поранення, сам міністр не постраждав.[58]
  - Представники Єврокомісії провели обшук у деяких європейських представництвах російської компанії «Газпром».[59]
  - Помер на 87 році життя Герой України, історик Сікорський Михайло Іванович.[60]

- 28 вересня

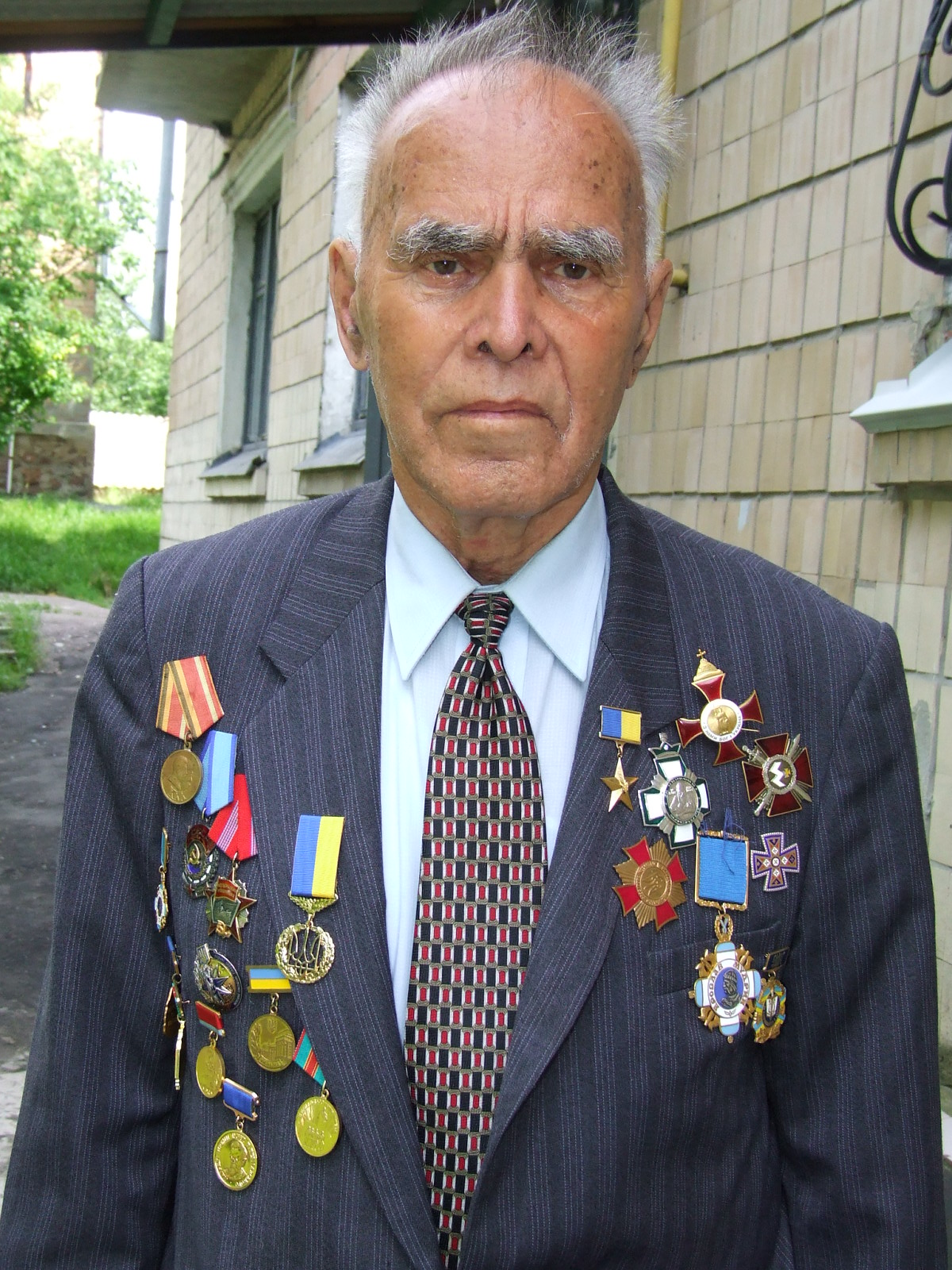
Михайло Сікорський

  - Можливість технічного дефолту Міністерства фінансів України.[61]
  - Boeing 787 Dreamliner здійснив перший переліт.[62]
  - Парламент Швейцарії заборонив носіння на вулиці і в громадських місцях нікаба (паранджи) та інших елементів одягу, що приховують особу.[63]
- 29 вересня
  - Китай запустив на орбіту свою першу космічну станцію Тьянгон-1.[64]
  - На нафтопереробному заводі компанії Shell в Сінгапурі, де близько доби тому почалася пожежа, стався вибух.[65]
  - В Іраку терорист-смертник підірвав заміновану вантажівку поруч із державним банком у центрі міста Кіркук. В результаті теракту загинули три людини, ще 36 отримали поранення різного ступеня тяжкості.[66]
  - На околиці села Ташкапур Левашінського району в Дагестані в результаті вибуху загинули 8 осіб. Ще 6 співробітників поліції з пораненнями різного ступеня тяжкості госпіталізовані. Вибух стався в момент проїзду броньованої автомашини, у якій перебував голова адміністрації муніципальної освіти Магомед Магомедов[67]
  - На вулицях економічної столиці Камеруну — міста Дуала озброєні люди у військовій формі відкрили стрілянину. Вони вимагають негайної відставки президента країни Поля Бійя, який править Камеруном майже 30 років.[68]
  - Глава польського уряду Дональд Туск висловив сподівання на парафування договору про асоціацію України з Європейським Союзом до кінця поточного року.[69]
  - Продовжується суд над опозиційними політиками Ю. В. Тимошенко та Ю. В. Луценко.[70][71]
  - В Україні вшановують пам'ять жертв Бабиного Яру. 29 вересня 1941 року в урочищі Бабин Яр на околиці Києва почалися масові розстріли мирного населення.[72]
- 30 вересня
  - Дані міжнародної організації з міграції засвідчили, що 14% громадян України працюють закордоном.[73]
  - Суд у справі Юлії Тимошенко видалився у дорадчу кімнату орієнтовно до 11 жовтня для винесення вироку у справі.[74]
  - У Луганській міськраді зчинилася бійка.[75]